# Efstathios Chōrafas
Efstathios Chōrafas (in greco Ευστάθιος Χωραφάς?; Cefalonia, 1871 – ...) è stato un nuotatore greco.
Partecipò alle gare di nuoto delle prime Olimpiadi moderne ad Atene, gareggiando in tutte le competizioni dell'evento a cui poteva partecipare; i tempi delle sue prestazioni sono sconosciuti, così come il suo risultato nei 100m stile libero.
Tuttavia è noto che vinse le medaglie di bronzo nelle due rimanenti gare. Nel caso dei 500m stile libero, Choraphas fu ultimo di tre nuotatori, mentre nei 1200m stile libero si piazzò prima di altri sei nuotatori, nonostante avesse nuotato, nelle precedenti gare, 600m.